# Paratettix
Genre
Synonymes
- Merotettix Morse, 1899
- Telmatettix Hancock, 1900
- Apotettix Hancock, 1902
- Mesotettix Bey-Bienko, 1951 nec Matsumura 1914
- Mishtshenkotetrix Harz, 1973

Paratettix est un genre d'insectes orthoptères de la famille des Tetrigidae.

## Distribution
Les espèces de ce genre se rencontrent sur tous les continents.

## Liste des espèces
Selon Orthoptera Species File (30 juin 2018) :
- Paratettix africanus Bolívar, 1908
- Paratettix alatus Hancock, 1915
- Paratettix albescens (Walker, 1871)
- Paratettix amplus Sjöstedt, 1921
- Paratettix antennatus Hebard, 1923
- Paratettix argillaceus (Erichson, 1842)
- Paratettix asbenensis Chopard, 1950
- Paratettix attenuata (Walker, 1871)
- Paratettix australis (Walker, 1871)
- Paratettix austronanus Otte, 1997
- Paratettix aztecus (Saussure, 1861)
- Paratettix brevipennis (Hancock, 1902)
- Paratettix bruneri (Hancock, 1906)
- Paratettix chagosensis Bolívar, 1912
- Paratettix chopardi Günther, 1979
- Paratettix cingalensis (Walker, 1871)
- Paratettix crassus Sjöstedt, 1936
- Paratettix cucullatus (Burmeister, 1838)
- Paratettix curtipennis (Hancock, 1912)
- Paratettix feejeeanus Bruner, 1916
- Paratettix femoralis Bolívar, 1887
- Paratettix freygessnerii Bolívar, 1887
- Paratettix gentilis Günther, 1936
- Paratettix gibbosulus Günther, 1979
- Paratettix gilloni Günther, 1979
- Paratettix gracilis (Bruner, 1906)
- Paratettix hachijoensis Shiraki, 1906
- Paratettix hastata (Walker, 1871)
- Paratettix heteropus Bolívar, 1896
- Paratettix histricus (Stål, 1861)
- Paratettix ignobilis (Walker, 1871)
- Paratettix infelix Günther, 1938
- Paratettix iranicus Uvarov & Dirsh, 1952
- Paratettix lamellitettigodes Günther, 1979
- Paratettix latipennis Hancock, 1915
- Paratettix lippensi Günther, 1979
- Paratettix macrostenus Günther, 1979
- Paratettix marshalli Hancock, 1909
- Paratettix meridionalis (Rambur, 1838)
- Paratettix mexicanus (Saussure, 1861)
- Paratettix nigrescens Sjöstedt, 1921
- Paratettix obesus Bolívar, 1887
- Paratettix obliteratus Bey-Bienko, 1951
- Paratettix obtusopulvillus Günther, 1979
- Paratettix overlaeti Günther, 1979
- Paratettix pallipes (Walker, 1871)
- Paratettix pictus Hancock, 1910
- Paratettix proximus (Hancock, 1907)
- Paratettix pullus Bolívar, 1887
- Paratettix rotundatus Hancock, 1915
- Paratettix rugosus (Scudder, 1862)
- Paratettix ruwenzoricus Rehn, 1914
- Paratettix scaber (Thunberg, 1815)
- Paratettix scapularis (Palisot de Beauvois, 1805)
- Paratettix shelfordi Hancock, 1909
- Paratettix singularis Shiraki, 1906
- Paratettix sinuatus Morse, 1900
- Paratettix spathulatus (Stål, 1861)
- Paratettix striata (Palisot de Beauvois, 1805)
- Paratettix subiosum Bolívar, 1887
- Paratettix subpustulata (Walker, 1871)
- Paratettix toltecus (Saussure, 1861)
- Paratettix tumidus Günther, 1938
- Paratettix uvarovi Semenov, 1915
- Paratettix variabilis Bolívar, 1887
- Paratettix vexator Günther, 1938
- Paratettix villiersi Günther, 1979
- Paratettix voeltzkowiana Saussure, 1899
- Paratettix zonata (Walker, 1871)

## Publication originale
- Bolívar, 1887 : Essai sur les Acridiens de la tribu des Tettigidae. Annales de la Société Entomologique de Belgique, vol. 31, p. 175-313 (texte intégral).